# Leucocytozoon danilewskyi
Espèce
Leucocytozoon danilewskyi est une espèce d'apicomplexés, de la famille des Leucocytozoidae et décrit chez la Chevêche d'Athéna (Athene noctua). Il parasite diverses espèces de chouettes et de hiboux, comme l'Effraie des clochers (Tyto alba), la Nyctale de Tengmalm (Aegolius funereus) ou la Petite Nyctale (Aegolius acadicus). Il est la seule espèce de son genre à avoir été décrit chez les Strigiformes, et il est fortement apparenté à Leucocytozoon caprimulgi, qui parasite quant à lui les engoulevents.